# جولیو فالکونه
جیولیو فالکون (به ایتالیایی: Giulio Falcone) بازیکن فوتبال و اهل ایتالیا است که از سال ۲۰۰۶ میلادی عضو تیم ملی فوتبال ایتالیا بوده و در ۱ بازی ملی حضور داشته‌است. او در بازی‌های ملی‌اش گلی به ثمر نرساند.
جیولیو فالکون آخرین بازی ملی خود را در سال ۲۰۰۶ میلادی انجام داد.